# نوریا یانسا
نوریا یانسا (انگلیسی: Núria Llansà؛ ۳ نوامبر ۱۹۳۷ – ۲۶ ژوئن ۲۰۱۹) بازیکن فوتبال و مدیر اجرایی ورزشی اهل اسپانیا بود.
از باشگاه‌هایی که در آن بازی کرده است می‌توان به باشگاه فوتبال زنان بارسلونا اشاره کرد.

## زندگی اولیه
نوریا یانسا فرناندز در ۳ نوامبر ۱۹۳۷ در بارسلون متولد شد. او ابتدا در تیم بسکتبال سانس بازی می‌کرد و سپس در سال ۱۹۶۲ به پیکادرو جی‌سی پیوست.

## دوران بازی
نوریا یانسا در سال ۱۹۷۰ به باشگاه فوتبال زنان بارسلونا ملحق شد و در اولین بازی این تیم که با نتیجه تساوی بدون گل مقابل یو ای سنتلس به پایان رسید، به عنوان دروازه‌بان به میدان رفت. او در طول دوران حضورش در این باشگاه هم به عنوان دروازه‌بان و هم در پست دفاع راست بازی کرد. یانسا در ترکیب دفاعی تیم در بازی ۶ ژانویه ۱۹۷۱ که بارسلونا ۱–۲ مغلوب شد نیز حضور داشت.
او در فینال جام کاتالونیا کاپ پرنود در ۲۸ مارس ۱۹۷۱ که در ورزشگاه نیوکمپ برگزار شد و بارسلونا ۱–۲ از اسپانیول شکست خورد، دروازه‌بان تیم بود. در نیمه اول فصل ۷۲–۱۹۷۱، یانسا وظایف دروازه‌بانی را با هم‌تیمی‌هایش تقسیم کرده بود. او در بازی خارج از خانه مقابل بادالونا در ژوئیه که با نتیجه ۲–۰ به سود بارسلونا پایان یافت، مهارت‌های خوبی از خود نشان داد. اگرچه در دوازدهمین بازی فصل که تیمش شکست خورد دروازه‌بان بود، اما تا پایان نیم‌فصل اول در ترکیب اصلی باقی ماند.
پس از استراحت تابستانی لیگ، یانسا ابتدا روی نیمکت نشست، اما در دقیقه ۴۵ و هنگامی که تیمش ۰–۲ عقب بود، به جای هم‌تیمی‌اش وارد زمین شد. او در باقی مانده فصل به دروازه‌بان اول تیم تبدیل شد و در تمام بازی‌ها به جز یک مسابقه در ترکیب اصلی قرار گرفت. یانسا حداقل در ۱۷ از مجموع ۲۶ بازی آن فصل به میدان رفت.
در فوریه ۱۹۷۱، نوریا یانسا بخشی از تیم غیررسمی تیم ملی فوتبال زنان اسپانیا بود که در اولین بازی بین‌المللی تاریخ این کشور مقابل تیم ملی فوتبال زنان پرتغال به میدان رفت.
او تا سال ۱۹۷۴ برای بارسلونا بازی کرد و سپس به اسپانیول نقل مکان نمود. نوریا یانسا در مارس ۱۹۷۴ در یک بازی دوستانه برای اسپانیول مقابل بارسلونا به میدان رفت که تیمش ۱–۳ شکست خورد.

## مربیگری و مدیریت
نوریا یانسا در دهه ۱۹۸۰ به بارسلونا بازگشت. در سال ۱۹۸۲، او مربیگری تیم سابق خود را آغاز کرد و در سال ۱۹۸۴ به عنوان مدیر بخش زنان منصوب شد.
در سال ۱۹۸۴، او همچنین به عنوان معاون رئیس (دبیرکل) کمیته فوتبال زنان فدراسیون فوتبال کاتالونیا (FCF) انتخاب شد. در ژوئیه ۱۹۹۲ به پاس خدماتش به فوتبال زنان، مدال طلای FCF را دریافت کرد.

## درگذشت و میراث
نوریا یانسا در سال ۲۰۱۹ دچار بیماری شد و در ۲۶ ژوئن ۲۰۱۹ درگذشت.
او مجموعه‌ای گسترده از اسناد و یادگاری‌های مربوط به باشگاه فوتبال زنان بارسلونا را از دوران بازی و مدیریت خود حفظ کرده بود. این اسناد به دلیل وضعیت غیررسمی تیم در دوران مدیریت نوریا یانسا، جزو دارایی‌های شخصی او محسوب می‌شدند.
به گفته روزنامه اسپورت در سال ۲۰۲۱، موفقیت‌های باشگاه فوتبال زنان بارسلونا در سطح اروپا مرهون تلاش‌ها و بینش نوریا یانسا بود. هم‌عصرانش او را به عنوان روح تیم و مانند مادری برای بازیکنان به یاد می‌آورند.